# Johann III. von Schönberg
Johann III. von Schönberg († 26. September 1517 in Zeitz) war von 1492 bis 1517 Bischof von Naumburg.

## Herkunft
Johann III. von Schönberg stammte aus der Familie von Schönberg, die in den Bistümern Naumburg und Meißen mehrfach Bischöfe stellte. Er folgte seinem Onkel Dietrich IV. von Schönberg als Bischof nach und war bereits seit 1483 dessen Koadjutor. Seine Eltern waren Heinrich von Schönberg († 1507) auf Stollberg, herzoglicher Rat und Hauptmann zu Schellenberg und Wolkenstein, und Ilse, eine geborene Pflugk.

## Leben
Johann III. studierte in Leipzig und Köln. Er wurde Domdechant von Magdeburg, Domherr von Meißen, Propst in Bautzen und Domscholaster in Meißen. Papst Innozenz VIII. ernannte den Koadjutor gegen den Protest des Domkapitels zum Bischof. Der ertragreiche Silberbergbau auf dem Schneeberg wurde fortgesetzt. Johann III. setzte ungewöhnlich viele Familienangehörige in den ihn umgebenden geistlichen Ämtern ein, darunter auch zwei seiner Brüder. Zum Lebensende deuten Hinweise auf eine zeitweilige geistige Verwirrung des Bischofs hin. Das Domkapitel bestimmte 1511 den Domherrn Vincenz von Schleinitz zum Koadjutor – unter Einsatz der Wettiner setzte sich Philipp von der Pfalz für diese Aufgabe durch. Er wurde im Naumburger Dom bestattet, eine Bronzetafel seines Grabmals ist erhalten geblieben.